# SuriPop XI
SuriPop XI was een muziekfestival in Suriname in 2000.
De finale werd gehouden in Paramaribo. Ruth Koenders won dit jaar de Jules Chin A Foeng-trofee met haar lied Yu na mi son. Het werd gezongen door Vernon Mercuur en Marjori Declercq.

## Finale
In de voorselectie koos de jury twaalf liederen. Deze kwamen in de finale uit en werden op een muziekalbum uitgebracht. Op het album uit 2000 stonden de volgende nummers:
| Nr. | Lied                | Zanger                               | Componist        |
| --- | ------------------- | ------------------------------------ | ---------------- |
| 1   | Bromki fu tamara    | Stacey Gemin                         |                  |
| 2   | Yu na mi son        | Vernon Mercuur en Marjori Declercq   | Ruth Koenders    |
| 3   | No krey moro        | Irene Panka                          |                  |
| 4   | Tangi               | Gracielle Helstone                   |                  |
| 5   | Blijf met hem       | Ramio Gemerts                        |                  |
| 6   | Wan ati fu diamanti | Humprey Koulen en Artino Oldenstam   |                  |
| 7   | Forever             | Bryan Bijlhout en Conchita Berggraaf |                  |
| 8   | Fa yu ati' 'e naki  | Claire Cornet                        |                  |
| 9   | No name             | Reggie Thijm                         |                  |
| 10  | Ini mi ai           | Aida Zeefuik                         | Gerda Tjien Fooh |
| 11  | Lobi a no fu prey   | Karin Berenstein                     |                  |
| 12  | Gi yu nanga mi      | Aidah Amatstam                       |                  |

I (1982) · II (1983) · III (1984) · IV (1986) · V (1988) · VI (1990) · VII (1992) · VIII (1994) · IX (1996) · X (1998) · XI (2000) · XII (2002) · XIII (2004) · XIV (2006) · XV (2008) · XVI (2010) · XVII (2012) · XVIII (2014) · XIX (2016) · XX (2018) · XXI (2022) · Kerstsongeditie (2023) · XXII (2024)